# The Rockettes
The Rockettes is een Amerikaanse showdansgroep, die in 1925 werd geformeerd in St. Louis. Sinds 27 december 1932 dansen The Rockettes in de Radio City Music Hall in New York.

## Geschiedenis
De groep geldt als een van de beste showdansgroepen ter wereld. Bekend zijn The Rockettes voor hun bijzonder synchrone en lijnhoudende formatiedans met 36 danseressen, waarbij deels de rechtlijnige formatie als geheel draait en twee deelformaties van 18 danseressen tegengesteld en gelijktijdig draaien.
The Rockettes bestaan uit 80 danseressen in de vorm van twee complete ensembles met elk vier reserve-danseressen. Alle danseressen moeten 5'6" tot 5'10½" groot zijn, dus 167 tot 179 cm lichaamslengte. De danseressen staan in rijen opgesteld, op grootte gesorteerd zodat de lengteverschillen minder opvallen.
De bekendste show van de Rockettes is de kerstshow Christmas Spectacular, die sinds 1933 wordt opgevoerd in de Radio City Music Hall in New York.
The Rockettes traden op bij de installatie van de gekozen Amerikaanse president Donald Trump op 20 januari 2017 in Washington D.C. Dit zou tot interne ruzies hebben geleid.